# De veren van de zwaan
De veren van de zwaan. Essays is een bundel essays over letterkundige onderwerpen van de Nederlandse schrijver Frans Kellendonk die verscheen in maart 1987.

## Geschiedenis
Vanaf 1981 verschenen verschillende essays van Kellendonk, hetzij als nawoord bij vertalingen, hetzij als afzonderlijke artikelen in het Cultureel Supplement van NRC Handelsblad. Verschillende hiervan werden gebundeld in De veren van de zwaan; in deze bundel is geen enkel ongepubliceerd essay opgenomen.
De in 1985 gebundelde columns over F. Bordewijk uit Het werk van de achtste dag. Over de verhalen van F. Bordewijk werden in deze uitgave als eerste essays opgenomen. Verder zijn opgenomen essays over onder anderen Henry James, Wyndham Lewis, Ezra Pound, William Shakespeare en de lezing die Kellendonk hield in 1986 bij gelegenheid van de uitreiking van de vijfde Anton Wachterprijs aan Wessel te Gussinklo.